# Bibelpreis
Der Bibelpreis ist eine mit 3.000 Euro dotierte Auszeichnung, die im Zwei-Jahres-Rhythmus verliehen wird. Er wurde 1992 anlässlich des Jahres der Bibel erstmals vergeben. Mit dem Preis zeichnen die Evangelische Landeskirche in Württemberg und die Württembergische Bibelgesellschaft Personen und Gruppen aus, die auf besondere und ansprechende Weise die Botschaft der Bibel vermitteln.
Zusätzlich werden vier Sonderpreise in den Kategorien „Kinder, Schule, Konfirmation“ und „Elektronische Medien“ ausgelobt (Preisgeld je 1000 Euro).
Die Verleihung findet immer am ökumenischen Bibelsonntag durch den Landesbischof der Evangelischen Landeskirche in Württemberg statt.

## Preisträger
- 1992 Waltraud Mäschle / Jungenschaft der Stiftskirchengemeinde Stuttgart / Konfirmandengruppe Hausen am Bach
- 1993 Albrecht Auwärter, Stuttgart / Ehninger Kinderbibel / Giga-Points-Team des ejw Öhringen
- 1994 Ulrich Gohl, Mössingen
- 1995 Leonberger Kreiszeitung
- 1997 Helmut Herberg / Karsten Strohhäcker / Jungenschaft Bonlanden
- 1999 Freibühlschule Engstingen und Sonderschule in  Mariaberg / Gerhard Kuhlmann und der  Feuerbacher Tonkreis / Pfarrer Hans-Gerhard Hammer und der Brettheimer Kinderchor
- 2001 Christa und Klaus Kremsler / Martin Burchard / Evang. Kirchengemeinde Seißen
- 2003 ejw Blaufelden / Berufsfachschule der Paulinenpflege Winnenden und Berufsbildungswerks / Bibelhauskreis Nürtingen-Roßdorf
- 2005 Gmünder Schattentheater
- 2007 teatro piccolo
- 2009 Bibelerlebniswelt Schönbronn
- 2011 Evangelisches Jugendwerk in Württemberg / Kirchengemeinde Großbottwar / Mörike-Gymnasium Ludwigsburg / Kirchengemeinden Kayh und Mönchberg
- 2013 Evangelischen und Katholischen Kirchengemeinde Ulm / Veranstalter eines Krippenspiels in Plieningen und Mädchentreff der Kirchengemeinde Kleinengstingen / Konfirmandengruppe Tübingen
- 2015 Evangelische Kirchengemeinde Dettingen am Albuch und Theatergruppe Robert-Bosch-Gymnasium Gerlingen (OStR Michael Volz, Pfarrer Eberhard Kleinmann) / Kindergarten „Pusteblume“ Kernen-Rommelshausen / Förderschule an der Linde, Großbottwar (Religionslehrerin Karin Fetzer)